# 오레오

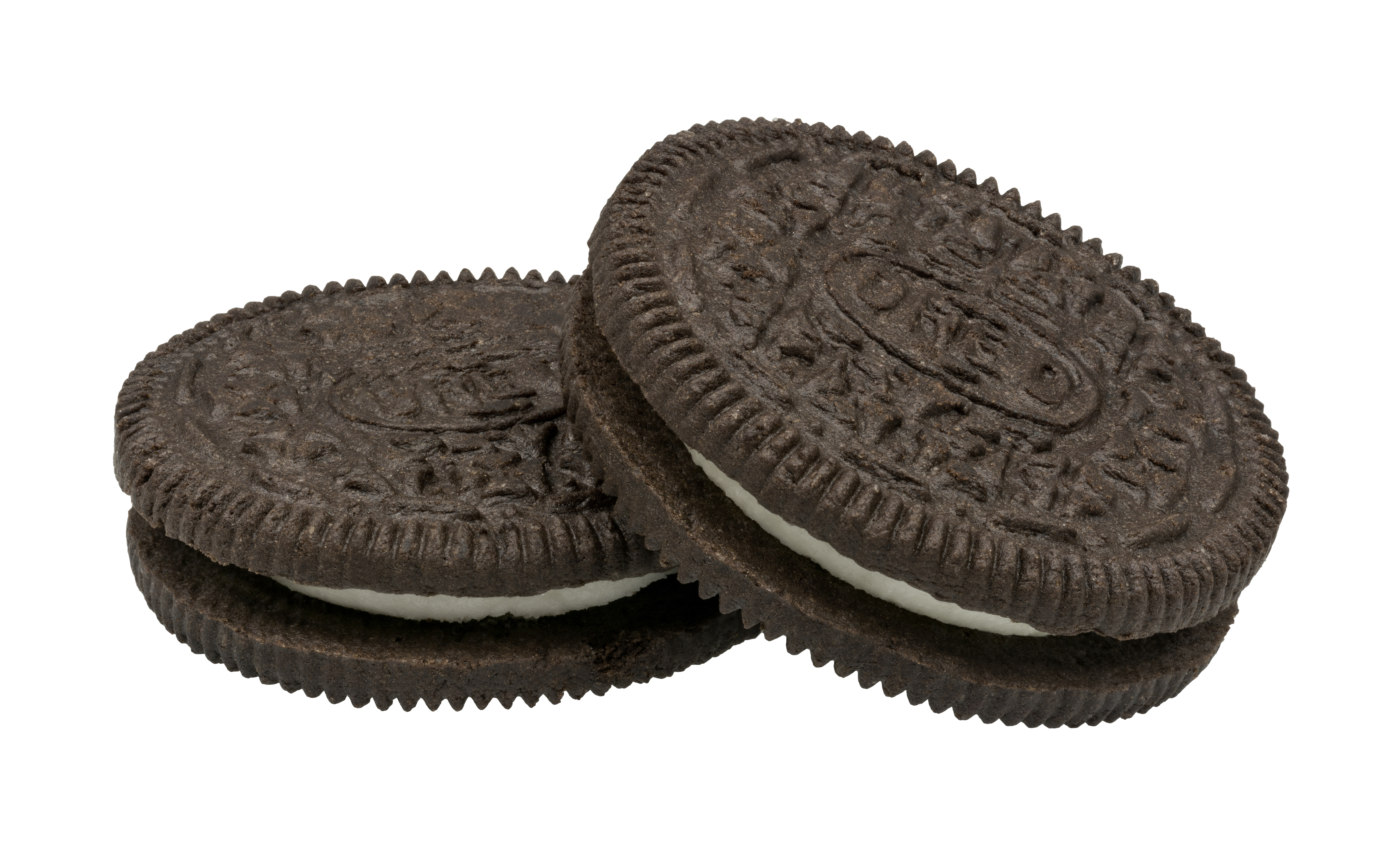
오리지널 오레오의 모습

오레오(영어: Oreo)는 크래프트의 쿠키 브랜드이다. 현재 대한민국에서는 동서식품이 생산하고 있다.

## 개요
1912년 나비스코 사에서 처음 제조하였다. 출시 이후 큰 인기를 끌었으며 20세기에 가장 많이 팔린 과자류로 손꼽힌다. 두 개의 초콜릿 쿠키 사이에 하얀 크림이 샌드로 된 형태가 기본형이며 이외에도 다양한 변형이 있다. 나비스코가 크래프트 푸드에 인수 합병되어 그 산하 브랜드로 들어가면서 현재 오레오는 크래프트 푸드의 제품이며, 대한민국에서는 동서식품이 라이센스를 얻어 생산 중이다. 전 세계적으로 연간 오레오 75억 개가 소비될 정도로 인기가 있는 과자이다.
최근 오레오는 크림의 배합을 바꿔 체온에 녹도록 조정하고 트랜스 지방을 제거함으로써 맛에 조금씩 변화를 주었고 단순한 쿠키가 아니라 사회적 현상이 되면서 많은 사람들이 좋아하는 쿠키로 탈바꿈하게 되었다.

## 대표제품
- 오레오 화이트크림
- 오레오 초콜릿크림
- 오레오 레드벨벳
- 오레오 씬즈 바닐라무스
- 오레오 씬즈 티라미수
- 오레오 오즈
- 오레오 민트
- 오레오 미스터리

## 같이 보기
- 오레오 오즈
- 쿠키
- 동서식품
- 크래프트 푸드
- 크림
- 과자